# محوي
محوي (بالكردية: Mahwi) (بالكردية: مەحوی، الاسم الكامل: ملا محمد كوري عثمان بلخي) (1830–1906)، هو أحد أبرز الشعراء الكلاسيكيين الكرد والصوفيين من كردستان العراق. تلقى دراسته في سبلاخ وسنندج في كردستان إيران. عُيّن قاضيًا في محكمة السليمانية عام 1862، التي كانت آنذاك جزءًا من الإمبراطورية العثمانية. زار إسطنبول والتقى بالخليفة عبد الحميد الثاني عام 1883. أسس خانقاهًا، وهو مدرسة دينية إسلامية ومسجدًا في السليمانية، وسماه باسم أحد السلاطين العثمانيين. ركز بشكل رئيسي في شعره على الترويج للصوفية، لكنه تناول أيضًا قضايا الإنسان والوجود مثل التساؤلات حول معنى الحياة.

## الأعمال
نشرت مجموعات من قصائده عدة مرات، منها:
- ديوان محوي، السليمانية، 1922.
- ديوان محوي، بتحقيق جمال محمد محمد أمين، دار السركووتين، السليمانية، 1984.
- ديوان محوي، بتحقيق وتحليل ملا عبد الكريم مدرس ومحمد ملا كريم، دار حصام، بغداد، 1977 و1984.